# Brentford F.C. mùa giải 2018–19
Mùa giải 2018-19 là mùa giải thứ 129 của Brentford và là mùa giải thứ 5 liên tiếp ở Championship. Ngoài Championship, câu lạc bộ cũng thi đấu ở Cúp FA và Cúp EFL.
Mùa giải diễn ra trong giai đoạn từ ngày 1 tháng 7 năm 2018 đến ngày 30 tháng 6 năm 2019 và là mùa giải kế cuối trên sân Griffin Park.

## Chuyển nhượng

### Chuyển nhượng đến
| Cầu thủ chuyển nhượng đến | Cầu thủ chuyển nhượng đến | Cầu thủ chuyển nhượng đến | Cầu thủ chuyển nhượng đến | Cầu thủ chuyển nhượng đến | Cầu thủ chuyển nhượng đến |
| Ngày                      | Vị trí                    | Tên                       | Câu lạc bộ trước          | Mức phí                   | Tham khảo                 |
| ------------------------- | ------------------------- | ------------------------- | ------------------------- | ------------------------- | ------------------------- |
| 1 tháng 7 năm 2018        | MF                        | Kolbeinn Finnsson         | FC Groningen              | Tự do                     | [ 2 ]                     |
| 1 tháng 7 năm 2018        | GK                        | Patrik Gunnarsson         | Breiðablik                | Không tiết lộ             | [ 3 ]                     |
| 1 tháng 7 năm 2018        | DF                        | Ezri Konsa                | Charlton Athletic         | Không tiết lộ             | [ 4 ]                     |
| 1 tháng 7 năm 2018        | MF                        | Jonny Mitchell            | Falkirk                   | Không tiết lộ             | [ 5 ]                     |
| 5 tháng 7 năm 2018        | DF                        | Luka Racic                | FC Copenhagen             | Không tiết lộ             | [ 6 ]                     |
| 6 tháng 7 năm 2018        | MF                        | Saïd Benrahma             | Nice                      | Không tiết lộ             | [ 7 ]                     |
| 30 tháng 7 năm 2018       | DF                        | Julian Jeanvier           | Reims                     | Không tiết lộ             | [ 8 ]                     |
| 7 tháng 8 năm 2018        | DF                        | Cole Dasilva              | Chelsea                   | Tự do                     | [ 9 ]                     |
| 7 tháng 8 năm 2018        | MF                        | Matej Majka               | Sparta Prague             | Không tiết lộ             | [ 10 ]                    |
| 7 tháng 8 năm 2018        | DF                        | Moses Odubajo             | Hull City                 | Tự do                     | [ 11 ]                    |
| 9 tháng 8 năm 2018        | DF                        | Canice Carroll            | Oxford United             | Không tiết lộ             | [ 12 ]                    |
| 9 tháng 8 năm 2018        | MF                        | Jan Žambůrek              | Slavia Prague             | Không tiết lộ             | [ 13 ]                    |
| 21 tháng 8 năm 2018       | MF                        | Josh Dasilva              | Arsenal                   | Đền bù                    | [ 14 ]                    |
| 31 tháng 8 năm 2018       | GK                        | Simon Andersson           | Halmstads BK              | Đền bù                    | [ 15 ]                    |
| 17 tháng 12 năm 2018      | MF                        | Jayden Onen               | Brighton & Hove Albion    | Tự do                     | [ 16 ]                    |
| 26 tháng 1 năm 2019       | MF                        | Jaden Brissett            | Norwich City              | Free                      | [ 17 ]                    |
| 29 tháng 1 năm 2019       | MF                        | Fredrik Hammar            | Akropolis IF              | Không tiết lộ             | [ 18 ]                    |
| 31 tháng 1 năm 2019       | FW                        | Gustav Mogensen           | AGF Aarhus                | Không tiết lộ             | [ 19 ]                    |
| 9 tháng 5 năm 2019        | DF                        | Nick Tsaroulla            | Unattached                | Tự do                     | [ 20 ]                    |

### Cho mượn đến
| Players loaned in   | Players loaned in | Players loaned in | Players loaned in   | Players loaned in   | Players loaned in |
| Ngày bắt đầu        | Vị trí            | Tên               | Câu lạc bộ chủ quản | Ngày kết thúc       | Tham khảo         |
| ------------------- | ----------------- | ----------------- | ------------------- | ------------------- | ----------------- |
| 16 tháng 7 năm 2018 | MF                | Nikolaj Kirk      | FC Midtjylland      | 31 tháng 3 năm 2019 | [ 21 ] [ 22 ]     |
| 31 tháng 8 năm 2018 | DF                | Charlie Oliver    | Manchester City     | 4 tháng 1 năm 2019  | [ 23 ] [ 24 ]     |

### Chuyển nhượng đi
| Cầu thủ chuyển nhượng đi | Cầu thủ chuyển nhượng đi | Cầu thủ chuyển nhượng đi | Cầu thủ chuyển nhượng đi | Cầu thủ chuyển nhượng đi | Cầu thủ chuyển nhượng đi |
| Ngày                     | Vị trí                   | Tên                      | Câu lạc bộ đến           | Mức phí                  | Tham khảo                |
| ------------------------ | ------------------------ | ------------------------ | ------------------------ | ------------------------ | ------------------------ |
| 1 tháng 7 năm 2018       | MF                       | Konstantin Kerschbaumer  | FC Ingolstadt 04         | Không tiết lộ            | [ 25 ]                   |
| 19 tháng 7 năm 2018      | DF                       | John Egan                | Sheffield United         | Không tiết lộ            | [ 26 ]                   |
| 20 tháng 7 năm 2018      | MF                       | Florian Jozefzoon        | Derby County             | Không tiết lộ            | [ 27 ]                   |
| 23 tháng 7 năm 2018      | DF                       | Ilias Chatzitheodoridis  | Panathinaikos            | Không tiết lộ            | [ 28 ]                   |
| 31 tháng 8 năm 2018      | DF                       | Lukas Talbro             | FC Nordsjælland          | Không tiết lộ            | [ 29 ]                   |
| 4 tháng 1 năm 2019       | MF                       | Ryan Woods               | Stoke City               | Không tiết lộ            | [ 30 ]                   |
| 14 tháng 1 năm 2019      | MF                       | Alan Judge               | Ipswich Town             | Không tiết lộ            | [ 31 ]                   |
| 22 tháng 1 năm 2019      | DF                       | Chris Mepham             | Bournemouth              | Không tiết lộ            | [ 32 ]                   |
| 31 tháng 1 năm 2019      | MF                       | Nico Yennaris            | Beijing Sinobo Guoan     | Không tiết lộ            | [ 33 ]                   |

### Cho mượn đi
| Players loaned out   | Players loaned out | Players loaned out | Players loaned out  | Players loaned out   | Players loaned out   |
| Ngày bắt đầu         | Vị trí             | Tên                | Câu lạc bộ đến      | Ngày kết thúc        | Tham khảo            |
| -------------------- | ------------------ | ------------------ | ------------------- | -------------------- | -------------------- |
| 2 tháng 7 năm 2018   | MF                 | Theo Archibald     | Forest Green Rovers | 7 tháng 1 năm 2019   | [ 24 ] [ 34 ]        |
| 27 tháng 7 năm 2018  | MF                 | Reece Cole         | Yeovil Town         | 24 tháng 8 năm 2018  | [ 35 ]               |
| 6 tháng 8 năm 2018   | GK                 | Ellery Balcombe    | Boreham Wood        | 24 tháng 10 năm 2018 | [ 36 ]               |
| 6 tháng 8 năm 2018   | FW                 | Justin Shaibu      | Boreham Wood        | Kết thúc mùa giải    | [ 36 ]               |
| 25 tháng 8 năm 2018  | MF                 | Ryan Woods         | Stoke City          | 4 tháng 1 năm 2019   | [ 30 ] [ 37 ]        |
| 27 tháng 8 năm 2018  | GK                 | Jack Bonham        | Bristol Rovers      | Kết thúc mùa giải    | [ 38 ]               |
| 31 tháng 8 năm 2018  | DF                 | Tom Field          | Cheltenham Town     | 1 tháng 1 năm 2019   | [ 39 ]               |
| 31 tháng 8 năm 2018  | MF                 | Chiedozie Ogbene   | Exeter City         | 1 tháng 1 năm 2019   | [ 40 ]               |
| 23 tháng 11 năm 2018 | MF                 | Reece Cole         | Maidenhead United   | 4 tháng 1 năm 2019   | [ 24 ] [ 41 ]        |
| 3 tháng 12 năm 2018  | DF                 | Jarvis Edobor      | Maidstone United    | Kết thúc mùa giải    | [ 24 ] [ 42 ] [ 43 ] |
| 4 tháng 1 năm 2019   | DF                 | Canice Carroll     | Swindon Town        | Kết thúc mùa giải    | [ 44 ]               |
| 11 tháng 1 năm 2019  | DF                 | Josh Clarke        | Burton Albion       | Kết thúc mùa giải    | [ 45 ]               |
| 18 tháng 1 năm 2019  | MF                 | Reece Cole         | Macclesfield Town   | Kết thúc mùa giải    | [ 46 ]               |
| 3 tháng 5 năm 2019   | MF                 | Kolbeinn Finnsson  | Fylkir              | 27 tháng 7 năm 2019  | [ 47 ]               |

### Giải phóng hợp đồng
| Cầu thủ giải phóng hợp đồng | Cầu thủ giải phóng hợp đồng | Cầu thủ giải phóng hợp đồng | Cầu thủ giải phóng hợp đồng | Cầu thủ giải phóng hợp đồng | Cầu thủ giải phóng hợp đồng |
| Ngày                        | Vị trí                      | Tên                         | Câu lạc bộ đến              | Ngày gia nhập               | Tham khảo                   |
| --------------------------- | --------------------------- | --------------------------- | --------------------------- | --------------------------- | --------------------------- |
| 30 tháng 6 năm 2019         | DF                          | Yoann Barbet                | Queens Park Rangers         | 1 tháng 7 năm 2019          | [ 48 ]                      |
| 30 tháng 6 năm 2019         | GK                          | Jack Bonham                 | Gillingham                  | 1 tháng 7 năm 2019          | [ 49 ]                      |
| 30 tháng 6 năm 2019         | DF                          | Jarvis Edobor               | Chelmsford City             | 8 tháng 8 năm 2019          | [ 50 ]                      |
| 30 tháng 6 năm 2019         | MF                          | Henrik Johansson            | Trelleborgs FF              | 11 tháng 7 năm 2019         | [ 50 ]                      |
| 30 tháng 6 năm 2019         | MF                          | Lewis Macleod               | Wigan Athletic              | 12 tháng 7 năm 2019         | [ 48 ]                      |
| 30 tháng 6 năm 2019         | MF                          | Josh McEachran              | Cầu thủ tự do               |                             | [ 48 ]                      |
| 30 tháng 6 năm 2019         | DF                          | Moses Odubajo               | Sheffield Wednesday         | 11 tháng 7 năm 2019         | [ 48 ]                      |

## Kết quả

### Trước mùa giải
| 6 tháng 7 năm 2018 | Boreham Wood        | 1-2      | Brentford                 | Borehamwood               |  |
| 19:30 BST          | Ferrier 28' (ph.đ.) | Chi tiết | Watkins 44' · Macleod 62' | Sân vận động: Meadow Park |  |

| 14 tháng 7 năm 2018 | Karlsruher SC                                     | 2-1      | Brentford                                  | Grassau, Đức                |  |
| 13:00 CEST          | Muslija 57' · Pisot 71' · Batmaz 73' · Gordon 81' | Chi tiết | Sørensen 42' · McEachran 43' · Watkins 85' | Sân vận động: ASV Sportpark |  |

| 17 tháng 7 năm 2018 | Wycombe Wanderers | 0-1      | Brentford         | High Wycombe                                   |  |
| 19:45 BST           |                   | Chi tiết | Forss 76' (ph.đ.) | Sân vận động: Adams Park Lượng khán giả: 1.315 |  |

| 21 tháng 7 năm 2018 | Shrewsbury Town              | 2-3      | Brentford                      | Shrewsbury                                     |  |
| 15:00 BST           | Okenabirhie · Amadi-Holloway | Chi tiết | Forss · Nsiala o.g.' · Camargo | Sân vận động: New Meadow Lượng khán giả: 2.454 |  |

| 28 tháng 7 năm 2018 | Brentford  | 1-2      | Watford                         | Brentford                  |  |
| 15:00 BST           | Watkins 5' | Chi tiết | Dalsgaard 25' (l.n.) · Gray 36' | Sân vận động: Griffin Park |  |

### Championship

#### Tóm tắt kết quả
| Tổng thể | Tổng thể | Tổng thể | Tổng thể | Tổng thể | Tổng thể | Tổng thể | Tổng thể | Sân nhà | Sân nhà | Sân nhà | Sân nhà | Sân nhà | Sân nhà | Sân khách | Sân khách | Sân khách | Sân khách | Sân khách | Sân khách |
| ST       | T        | H        | B        | BT       | BB       | HS       | Đ        | T       | H       | B       | BT      | BB      | HS      | T         | H         | B         | BT        | BB        | HS        |
| -------- | -------- | -------- | -------- | -------- | -------- | -------- | -------- | ------- | ------- | ------- | ------- | ------- | ------- | --------- | --------- | --------- | --------- | --------- | --------- |
| 46       | 17       | 13       | 16       | 73       | 59       | +14      | 64       | 14      | 4       | 5       | 50      | 23      | +27     | 3         | 9         | 11        | 23        | 36        | −13       |

- Nguồn: Sports Mole

#### Kết quả theo vòng đấu
| Vòng     | 1 | 2 | 3 | 4 | 5 | 6 | 7 | 8 | 9 | 10 | 11 | 12 | 13 | 14 | 15 | 16 | 17 | 18 | 19 | 20 | 21 | 22 | 23 | 24 | 25 | 26 | 27 | 28 | 29 | 30 | 31 | 32 | 33 | 34 | 35 | 36 | 37 | 38 | 39 | 40 | 41 | 42 | 43 | 44 | 45 | 46 |
| -------- | - | - | - | - | - | - | - | - | - | -- | -- | -- | -- | -- | -- | -- | -- | -- | -- | -- | -- | -- | -- | -- | -- | -- | -- | -- | -- | -- | -- | -- | -- | -- | -- | -- | -- | -- | -- | -- | -- | -- | -- | -- | -- | -- |
| Sân      | H | A | H | A | A | H | H | A | A | H  | H  | A  | H  | A  | A  | H  | A  | H  | H  | A  | H  | A  | H  | A  | A  | H  | H  | A  | H  | A  | H  | H  | A  | H  | A  | A  | H  | A  | A  | H  | H  | A  | A  | H  | A  | H  |
| Kết quả  | W | D | W | D | L | W | W | D | L | D  | D  | D  | L  | L  | L  | W  | L  | L  | L  | D  | L  | L  | W  | D  | D  | D  | W  | W  | W  | L  | W  | W  | L  | W  | W  | L  | L  | D  | L  | D  | W  | L  | D  | W  | W  | W  |
| Thứ hạng | 1 | 6 | 4 | 4 | 8 | 6 | 2 | 2 | 7 | 6  | 5  | 6  | 12 | 15 | 16 | 13 | 15 | 15 | 17 | 17 | 18 | 20 | 18 | 18 | 18 | 18 | 17 | 17 | 17 | 18 | 15 | 16 | 16 | 15 | 12 | 14 | 14 | 13 | 13 | 14 | 13 | 14 | 15 | 15 | 12 | 11 |

#### Trận đấu
| 4 tháng 8 năm 2018 1 | Brentford                                              | 5-1      | Rotherham United | Brentford                                                                    |  |
| 15:00 BST            | Maupay 4', 60' · Canós 44' · Watkins 48' · Macleod 89' | Chi tiết | Vaulks 90+2'     | Sân vận động: Griffin Park Lượng khán giả: 10.297 Trọng tài: Oliver Langford |  |

| 11 tháng 8 năm 2018 2 | Stoke City | 1-1      | Brentford   | Stoke-on-Trent                                                             |  |
| 15:00 BST             | Afobe 29'  | Chi tiết | Watkins 66' | Sân vận động: Bet365 Stadium Lượng khán giả: 24.806 Trọng tài: Andy Davies |  |

| 19 tháng 8 năm 2018 3 | Brentford                                | 2-0    | Sheffield Wednesday | Brentford                                                               |  |
| 15:00 BST             | Maupay 20' · Dalsgaard 55' · Watkins 61' | Report | Baker 62'           | Sân vận động: Griffin Park Lượng khán giả: 10.134 Trọng tài: David Webb |  |

| 22 tháng 8 năm 2018 4 | Aston Villa       | 2-2      | Brentford       | Aston                                                                    |  |
| 19:45 BST             | Kodjia 39', 90+5' | Chi tiết | Maupay 23', 82' | Sân vận động: Villa Park Lượng khán giả: 30.011 Trọng tài: Jonathan Moss |  |

| 25 tháng 8 năm 2018 5 | Blackburn Rovers | 1-0      | Brentford | Blackburn                                                                  |  |
| 15:00 BST             | Palmer 54'       | Chi tiết |           | Sân vận động: Ewood Park Lượng khán giả: 12.094 Trọng tài: Tony Harrington |  |

| 1 tháng 9 năm 2018 6 | Brentford                   | 2-1      | Nottingham Forest | Brentford                                                                 |  |
| 15:00 BST            | Macleod 45+3' · Watkins 84' | Chi tiết | Cash 62'          | Sân vận động: Griffin Park Lượng khán giả: 10.186 Trọng tài: Peter Bankes |  |

| 15 tháng 9 năm 2018 7 | Brentford       | 2-0      | Wigan Athletic | Brentford                                                                  |  |
| 15:00 BST             | Maupay 24', 63' | Chi tiết | Morsy 58'      | Sân vận động: Griffin Park Lượng khán giả: 9.951 Trọng tài: Darren England |  |

| 18 tháng 9 năm 2018 8 | Ipswich Town | 1-1      | Brentford  | Ipswich                                                                  |  |
| 19:45 BST             | Jackson 73'  | Chi tiết | Maupay 31' | Sân vận động: Portman Road Lượng khán giả: 14.897 Trọng tài: Darren Bond |  |

| 22 tháng 9 năm 2018 9 | Derby County                        | 3-1      | Brentford    | Derby                                                                                 |  |
| 15:00 BST             | Wilson 14' · Nugent 21' · Mount 28' | Chi tiết | Dalsgaard 1' | Sân vận động: Sân vận động Pride Park Lượng khán giả: 25.110 Trọng tài: Andrew Madley |  |

| 29 tháng 9 năm 2018 10 | Brentford                                | 2-2      | Reading                    | Brentford                                                                     |  |
| 15:00 BST              | Maupay 11' · Benrahma 86' · Barbet 90+2' | Chi tiết | Böðvarsson 25' · Swift 64' | Sân vận động: Griffin Park Lượng khán giả: 10.045 Trọng tài: Geoff Eltringham |  |

| 2 tháng 10 năm 2018 11 | Brentford     | 1-1      | Birmingham City                | Brentford                                                                |  |
| 19:45 BST              | McEachran 42' | Chi tiết | Morrison 26' · Kieftenbeld 66' | Sân vận động: Griffin Park Lượng khán giả: 9.715 Trọng tài: Tim Robinson |  |

| 6 tháng 10 năm 2018 12 | Leeds United               | 1-1      | Brentford          | Leeds                                                                      |  |
| 12:30 BST              | Jansson 88' · Ayling 90+4' | Chi tiết | Maupay 62' (ph.đ.) | Sân vận động: Elland Road Lượng khán giả: 31.880 Trọng tài: Jeremy Simpson |  |

| 20 tháng 10 năm 2018 13 | Brentford                                                 | 0-1      | Bristol City                                      | Brentford                                                                 |  |
| 15:00 BST               | Mepham 50', 58' · Yennaris 82' · Sawyers 84' · Maupay 90' | Chi tiết | Weimann 45' · Pack 50' · Kelly 65' · Eliasson 89' | Sân vận động: Griffin Park Lượng khán giả: 11.182 Trọng tài: Robert Jones |  |

| 24 tháng 10 năm 2018 14 | Preston North End                              | 4-3      | Brentford                            | Preston                                                               |  |
| 19:45 BST               | Browne 5' · Robinson 12', 69' · Barkhuizen 23' | Chi tiết | Canós 29' · Watkins 56' · Maupay 85' | Sân vận động: Deepdale Lượng khán giả: 10.882 Trọng tài: Scott Duncan |  |

| 27 tháng 10 năm 2018 15 | Norwich City | 1-0      | Brentford    | Norwich                                                                     |  |
| 15:00 BST               | Buendiá 34'  | Chi tiết | Dalsgaard 5' | Sân vận động: Carrow Road Lượng khán giả: 25.443 Trọng tài: Oliver Langford |  |

| 3 tháng 11 năm 2018 16 | Brentford                             | 2-0      | Millwall    | Brentford                                                                |  |
| 15:00 GMT              | Sawyers 25' · Canós 48' · Watkins 85' | Chi tiết | Leonard 32' | Sân vận động: Griffin Park Lượng khán giả: 9.476 Trọng tài: Simon Hooper |  |

| 10 tháng 11 năm 2018 17 | Queens Park Rangers                | 3-2      | Brentford                  | Shepherd's Bush                                                             |  |
| 15:00 GMT               | Luongo 50' · Lynch 58' · Wells 60' | Chi tiết | Maupay 22' · Dalsgaard 81' | Sân vận động: Loftus Road Lượng khán giả: 17.609 Trọng tài: James Linington |  |

| 24 tháng 11 năm 2018 18 | Brentford | 1-2      | Middlesbrough              | Brentford                                                               |  |
| 17:30 GMT               | Judge 75' | Chi tiết | Hugill 56' · Tavernier 61' | Sân vận động: Griffin Park Lượng khán giả: 9.430 Trọng tài: John Brooks |  |

| 27 tháng 11 năm 2018 19 | Brentford                    | 2-3      | Sheffield United                            | Brentford                                                                  |  |
| 19:45 GMT               | Maupay 6' · Fleck 65' (l.n.) | Chi tiết | Konsa 10' (l.n.) · Norwood 15' · Clarke 72' | Sân vận động: Griffin Park Lượng khán giả: 8.903 Trọng tài: Stephen Martin |  |

| 3 tháng 12 năm 2018 20 | West Bromwich Albion | 1-1      | Brentford     | West Bromwich                                                             |  |
| 20:00 GMT              | Barnes 77'           | Chi tiết | Macleod 90+1' | Sân vận động: The Hawthorns Lượng khán giả: 20.949 Trọng tài: Darren Bond |  |

| 8 tháng 12 năm 2018 21 | Brentford                  | 2-3      | Swansea City                               | Brentford                                                                |  |
| 15:00 GMT              | Watkins 45' · Benrahma 69' | Chi tiết | Routledge 1' · Mepham 22' (l.n.) · Fer 27' | Sân vận động: Griffin Park Lượng khán giả: 9.442 Trọng tài: Andy Woolmer |  |

| 15 tháng 12 năm 2018 22 | Hull City         | 2-0      | Brentford | Kingston upon Hull                                                            |  |
| 15:00 GMT               | Campbell 12', 21' | Chi tiết |           | Sân vận động: Sân vận động KCOM Lượng khán giả: 10.530 Trọng tài: Andy Davies |  |

| 22 tháng 12 năm 2018 23 | Brentford               | 1-0      | Bolton Wanderers                      | Brentford                                                                    |  |
| 15:00 GMT               | Mepham 40' · Maupay 62' | Chi tiết | Lowe 14' · Wheater 72' · O'Neil 90+5' | Sân vận động: Griffin Park Lượng khán giả: 10.512 Trọng tài: James Linington |  |

| 26 tháng 12 năm 2018 24 | Bristol City | 1-1      | Brentford      | Bristol                                                                             |  |
| 15:00 GMT               | Pisano 20'   | Chi tiết | Maupay 26' 53' | Sân vận động: Sân vận động Ashton Gate Lượng khán giả: 21.207 Trọng tài: David Webb |  |

| 29 tháng 12 năm 2018 25 | Birmingham City | 0-0      | Brentford                                                             | Birmingham                                                               |  |
| 15:00 GMT               |                 | Chi tiết | Sawyers 26' · Jeanvier 52' · Maupay 64' · Barbet 75' · Yennaris 90+3' | Sân vận động: St Andrew's Lượng khán giả: 25.909 Trọng tài: Peter Bankes |  |

| 1 tháng 1 năm 2019 26 | Brentford                                                            | 1-1      | Norwich City                                  | Brentford                                                              |  |
| 15:00 GMT             | Jeanvier 22' · Sawyers 24' · Henry 66' · Dalsgaard 87' · Watkins 90' | Chi tiết | Zimmermann 20' · Aarons 45' · Klose 45+3' 83' | Sân vận động: Griffin Park Lượng khán giả: 9.524 Trọng tài: Gavin Ward |  |

| 12 tháng 1 năm 2019 27 | Brentford                                      | 3-1      | Stoke City                          | Brentford                                                                |  |
| 15:00 GMT              | Shawcross 7' (l.n.) · Benrahma 17' · Henry 54' | Chi tiết | Edwards 11' · Afobe 23' · Allen 82' | Sân vận động: Griffin Park Lượng khán giả: 9.439 Trọng tài: Tim Robinson |  |

| 19 tháng 1 năm 2019 28 | Rotherham United                          | 2-4      | Brentford                                   | Rotherham                                                                            |  |
| 15:00 GMT              | Taylor 20' · Konsa 73' (l.n.) · Yates 80' | Chi tiết | Mokotjo 2', 75' · Benrahma 53' · Maupay 85' | Sân vận động: Sân vận động New York Lượng khán giả: 8.319 Trọng tài: Tony Harrington |  |

| 2 tháng 2 năm 2019 29 | Brentford                                                                 | 5-2      | Blackburn Rovers                  | Brentford                                                               |  |
| 15:00 GMT             | Benrahma 13' · Barbet 45+3' · Watkins 58', 73' · Maupay 79' · Canós 90+2' | Chi tiết | Dack 2' · Graham 7' · Lenihan 71' | Sân vận động: Griffin Park Lượng khán giả: 9.972 Trọng tài: Andy Davies |  |

| 9 tháng 2 năm 2019 30 | Nottingham Forest                                         | 2-1      | Brentford               | West Bridgford                                                           |  |
| 15:00 GMT             | Grabban 16' 66' · Yates 62' · Wagué 79' · Milošević 90+1' | Chi tiết | Odubajo 59' · Canós 89' | Sân vận động: City Ground Lượng khán giả: 27.829 Trọng tài: Robert Jones |  |

| 13 tháng 2 năm 2019 31 | Brentford    | 1-0      | Aston Villa | Brentford                                                              |  |
| 19:45 GMT              | Maupay 90+1' | Chi tiết | Hutton 40'  | Sân vận động: Griffin Park Lượng khán giả: 9.636 Trọng tài: Gavin Ward |  |

| 23 tháng 2 năm 2019 32 | Brentford                                             | 5-1      | Hull City                                               | Brentford                                                                |  |
| 15:00 GMT              | Maupay 22' 52' · Mokotjo 28' · Benrahma 33', 43', 81' | Chi tiết | Campbell 24' · Kane 58' · Henriksen 78' · Evandro 90+2' | Sân vận động: Griffin Park Lượng khán giả: 9.675 Trọng tài: Tim Robinson |  |

| 26 tháng 2 năm 2019 33 | Sheffield Wednesday                | 2-0      | Brentford | Owlerton                                                                               |  |
| 19:45 GMT              | Hutchinson 15' · Fletcher 41', 48' | Chi tiết |           | Sân vận động: Sân vận động Hillsborough Lượng khán giả: 23.094 Trọng tài: Scott Duncan |  |

| 2 tháng 3 năm 2019 34 | Brentford                                                                     | 3-0      | Queens Park Rangers         | Brentford                                                                 |  |
| 15:00 GMT             | Maupay 50' (ph.đ.) · Dalsgaard 67' · Benrahma 71' · Sawyers 77' · Canós 90+5' | Chi tiết | Hall 49' · Osayi-Samuel 64' | Sân vận động: Griffin Park Lượng khán giả: 11.771 Trọng tài: Keith Stroud |  |

| 9 tháng 3 năm 2019 35 | Middlesbrough                                                                      | 1-2      | Brentford                                     | Middlesbrough                                                                         |  |
| 15:00 GMT             | Fletcher 6' · Assombalonga 31' · Mikel 38' · Ayala 71' · Hugill 88' · Howson 90+5' | Chi tiết | Konsa 67' · Shotton 70' (l.n.) · Benrahma 73' | Sân vận động: Sân vận động Riverside Lượng khán giả: 22.069 Trọng tài: Jeremy Simpson |  |

| 12 tháng 3 năm 2019 36 | Sheffield United                                               | 2-0      | Brentford | Sheffield                                                                    |  |
| 19:45 GMT              | Basham 20' · Norwood 26' (ph.đ.) · Madine 35' · McGoldrick 84' | Chi tiết |           | Sân vận động: Bramall Lane Lượng khán giả: 24.463 Trọng tài: Tony Harrington |  |

| 16 tháng 3 năm 2019 37 | Brentford                  | 0-1      | West Bromwich Albion    | Brentford                                                                  |  |
| 15:00 GMT              | Odubajo 58' · Jeanvier 65' | Chi tiết | Gayle 33' · Edwards 51' | Sân vận động: Griffin Park Lượng khán giả: 11.488 Trọng tài: Andrew Madley |  |

| 30 tháng 3 năm 2019 38 | Wigan Athletic | 0-0      | Brentford                   | Wigan                                                                       |  |
| 15:00 GMT              | Robinson 51'   | Chi tiết | Barbet 45' · Sørensen 90+5' | Sân vận động: Sân vận động DW Lượng khán giả: 9.953 Trọng tài: Andy Woolmer |  |

| 2 tháng 4 năm 2019 39 | Swansea City             | 3-0      | Brentford                                                | Swansea                                                    |  |
| 19:45 BST             | Dyer 1', 34' · James 78' | Chi tiết | Daniels 1' · Maupay 43' · Jeanvier 45+3' · Dalsgaard 77' | Sân vận động: Sân vận động Liberty Trọng tài: Peter Bankes |  |

| 6 tháng 4 năm 2019 40 | Brentford                                                                          | 3-3      | Derby County                                                                           | Brentford                                                                |  |
| 15:00 BST             | Dalsgaard 15' · Jeanvier 23' · Maupay 31' · Henry 50' · Benrahma 83' · Canós 90+2' | Chi tiết | Wilson 13', 78' · Bogle 19' 26' · Johnson 22' · Cole 49' · Lawrence 69' · Tomori 90+2' | Sân vận động: Griffin Park Lượng khán giả: 12.225 Trọng tài: John Brooks |  |

| 10 tháng 4 năm 2019 41 | Brentford                               | 2-0      | Ipswich Town | Brentford                                                                |  |
| 19:45 BST              | Maupay 20' · Watkins 28' · Sørensen 74' | Chi tiết | Nsiala 54'   | Sân vận động: Griffin Park Lượng khán giả: 10.039 Trọng tài: Andy Davies |  |

| 13 tháng 4 năm 2019 42 | Reading                                                                | 2-1      | Brentford                 | Reading                                                                              |  |
| 15:00 BST              | Méïté 8', 15' · Ejaria 37' · Rinomhota 44' · Gunter 56' · Harriott 87' | Chi tiết | Maupay 45' · Sørensen 51' | Sân vận động: Sân vận động Madejski Lượng khán giả: 16.892 Trọng tài: Stephen Martin |  |

| 19 tháng 4 năm 2019 43 | Millwall                  | 1-1      | Brentford                                                             | Bermondsey                                                             |  |
| 13:00 BST              | Gregory 15' · Elliott 67' | Chi tiết | Dasilva 20' · Canós 27' · Dalsgaard 35' · Marcondes 67' · Sawyers 82' | Sân vận động: The Den Lượng khán giả: 14.530 Trọng tài: Jeremy Simpson |  |

| 22 tháng 4 năm 2019 44 | Brentford                                            | 2-0      | Leeds United | Brentford                                                                 |  |
| 17:15 BST              | Maupay 45' 73' · Canós 62' · Konsa 76' · Watkins 79' | Chi tiết | Klich 77'    | Sân vận động: Griffin Park Lượng khán giả: 11.580 Trọng tài: Keith Stroud |  |

| 27 tháng 4 năm 2019 45                                                                           | Bolton Wanderers | 0-1      | Brentford | Bolton                                                               |  |
| 15:00 BST                                                                                        |                  | Chi tiết |           | Sân vận động: Sân vận động Đại học Bolton Trọng tài: Tony Harrington |  |
| Ghi chú: Vòng đáu này ban đầu hoãn và sau đó bị hủy, với phần thắng 1-0 và 3 điểm cho Brentford. |                  |          |           |                                                                      |  |

| 5 tháng 5 năm 2019 46 | Brentford                            | 3-0      | Preston North End        | Brentford                                                                    |  |
| 12:30 BST             | Konsa 45+4' · Maupay 54' · Forss 83' | Chi tiết | Johnson 28' · Fisher 65' | Sân vận động: Griffin Park Lượng khán giả: 11.289 Trọng tài: James Linington |  |

### Cúp FA
| 5 tháng 1 năm 2019 Vòng Ba | Brentford          | 1-0      | Oxford United                                            | Brentford                                                                  |  |
| 15:00 GMT                  | Maupay 80' (ph.đ.) | Chi tiết | Mousinho 45+1' · Nelson 61' · Browne 90+5' · Henry 90+7' | Sân vận động: Griffin Park Lượng khán giả: 6.106 Trọng tài: Jeremy Simpson |  |

| 28 tháng 1 năm 2019 Vòng Bốn | Barnet                            | 3-3      | Brentford                                                  | Canons Park                                                                        |  |
| 19:45 GMT                    | Coulthirst 50', 54' · Sparkes 75' | Chi tiết | Odubajo 38' · Watkins 40' · Maupay 60' (ph.đ.) · Canós 72' | Sân vận động: Sân vận động The Hive Lượng khán giả: 6.215 Trọng tài: Andrew Madley |  |

| 5 tháng 2 năm 2019 Đá lại Vòng Bốn | Brentford                                                           | 3-1      | Barnet                                | Brentford                                                              |  |
| 19:45 GMT                          | Canós 7' 50' · Jeanvier 32' · Konsa 63' · Maupay 71' · Sørensen 85' | Chi tiết | Elito 49' · Sweeney 50' · Tutonda 74' | Sân vận động: Griffin Park Lượng khán giả: 6.954 Trọng tài: Roger East |  |

| 17 tháng 2 năm 2019 Vòng Năm | Swansea City                                                                    | 4-1      | Brentford                                             | Swansea                                                                             |  |
| 16:00 GMT                    | Daniels 49' (l.n.) · James 53' · van der Hoorn 56' · Celina 66' 67' · Byers 90' | Chi tiết | Barbet 5' · Watkins 28' · Konsa 48' 61' · Sawyers 88' | Sân vận động: Sân vận động Liberty Lượng khán giả: 11.261 Trọng tài: Stuart Attwell |  |

### Cúp EFL
| 14 tháng 8 năm 2018 Vòng Một | Southend United              | 2-4      | Brentford                                             | Southend-on-Sea                                                        |  |
| 19:45 BST                    | Robinson 62' · McCoulsky 72' | Chi tiết | Forss 42' · Jeanvier 64' · Benrahma 67' · Mokotjo 85' | Sân vận động: Roots Hall Lượng khán giả: 3.055 Trọng tài: Keith Stroud |  |

| 28 tháng 8 năm 2018 Vòng Hai | Brentford    | 1-0      | Cheltenham Town | Brentford                                                              |  |
| 19:45 BST                    | Jeanvier 40' | Chi tiết |                 | Sân vận động: Griffin Park Lượng khán giả: 4.384 Trọng tài: Ross Joyce |  |

| 26 tháng 9 năm 2018 Vòng Ba | Arsenal                           | 3-1      | Brentford | Holloway                                                 |  |
| 19:45 BST                   | Welbeck 5', 37' · Lacazette 90+3' | Chi tiết | Judge 58' | Sân vận động: Sân vận động Emirates Trọng tài: Mike Dean |  |

- Nguồn: Soccerbase

## Đội hình đội một
Tuổi của cầu thủ tính đến ngày bắt đầu của mùa giải 2018-19.
| #                                    | Tên                 | Quốc tịch            | Vị trí       | Ngày sinh (tuổi)            | Kí hợp đồng từ       | Năm kí hợp đồng | Ghi chú                                                          |
| Thủ môn                              | Thủ môn             | Thủ môn              | Thủ môn      | Thủ môn                     | Thủ môn              | Thủ môn         | Thủ môn                                                          |
| ------------------------------------ | ------------------- | -------------------- | ------------ | --------------------------- | -------------------- | --------------- | ---------------------------------------------------------------- |
| 1                                    | Daniel Bentley      | Anh                  | GK           | 13 tháng 7, 1993 (25 tuổi)  | Southend United      | 2016            |                                                                  |
| 13                                   | Patrik Gunnarsson   | Iceland              | GK           | 15 tháng 11, 2000 (17 tuổi) | Breiðablik           | 2018            |                                                                  |
| 16                                   | Jack Bonham         | Cộng hòa Ireland     | GK           | 14 tháng 9, 1993 (24 tuổi)  | Watford              | 2013            | Cho mượn đến Bristol Rovers                                      |
| 25                                   | Ellery Balcombe     | Anh                  | GK           | 15 tháng 10, 1999 (18 tuổi) | Học viện             | 2016            | Cho mượn đến Boreham Wood                                        |
| 28                                   | Luke Daniels        | Anh                  | GK           | 5 tháng 1, 1988 (30 tuổi)   | Scunthorpe United    | 2017            |                                                                  |
| Hậu vệ                               |                     |                      |              |                             |                      |                 |                                                                  |
| 2                                    | Moses Odubajo       | Anh                  | RB / RW      | 28 tháng 7, 1993 (25 tuổi)  | Hull City            | 2018            |                                                                  |
| 3                                    | Rico Henry          | Anh                  | LB           | 8 tháng 7, 1997 (21 tuổi)   | Walsall              | 2016            |                                                                  |
| 20                                   | Josh Clarke         | Anh                  | RB / RW      | 5 tháng 7, 1994 (24 tuổi)   | Học viện             | 2013            | Cho mượn đến Burton Albion                                       |
| 22                                   | Henrik Dalsgaard    | Đan Mạch             | RB           | 27 tháng 7, 1989 (29 tuổi)  | Zulte Waregem        | 2017            |                                                                  |
| 23                                   | Julian Jeanvier     | Guinée               | CB           | 31 tháng 3, 1992 (26 tuổi)  | Reims                | 2018            |                                                                  |
| 26                                   | Ezri Konsa          | Anh                  | CB           | 23 tháng 10, 1997 (20 tuổi) | Charlton Athletic    | 2018            |                                                                  |
| 29                                   | Yoann Barbet        | Pháp                 | CB / LB      | 10 tháng 5, 1993 (25 tuổi)  | Chamois Niortais     | 2015            |                                                                  |
| 30                                   | Tom Field           | Cộng hòa Ireland     | LB           | 14 tháng 3, 1997 (21 tuổi)  | Học viện             | 2015            | Cho mượn đến Cheltenham Town                                     |
| 32                                   | Luka Racic          | Đan Mạch             | CB           | 8 tháng 5, 1999 (19 tuổi)   | FC Copenhagen        | 2018            |                                                                  |
| 34                                   | Mads Bech Sørensen  | Đan Mạch             | LB / CB      | 7 tháng 1, 1999 (19 tuổi)   | AC Horsens           | 2017            |                                                                  |
| 35                                   | Canice Carroll      | Cộng hòa Ireland     | CB           | 26 tháng 1, 1999 (19 tuổi)  | Oxford United        | 2018            | Cho mượn đến Swindon Town                                        |
| Tiền vệ                              |                     |                      |              |                             |                      |                 |                                                                  |
| 4                                    | Lewis Macleod       | Scotland             | LM / AM      | 16 tháng 6, 1994 (24 tuổi)  | Rangers              | 2015            |                                                                  |
| 10                                   | Josh McEachran      | Anh                  | CM           | 1 tháng 3, 1993 (25 tuổi)   | Chelsea              | 2015            |                                                                  |
| 12                                   | Kamohelo Mokotjo    | Cộng hòa Nam Phi     | DM           | 11 tháng 3, 1991 (27 tuổi)  | FC Twente            | 2017            |                                                                  |
| 14                                   | Josh Dasilva        | Anh                  | AM / W       | 23 tháng 10, 1998 (19 tuổi) | Arsenal              | 2018            |                                                                  |
| 17                                   | Emiliano Marcondes  | Đan Mạch             | AM / FW / LW | 9 tháng 3, 1995 (23 tuổi)   | Nordsjælland         | 2017            |                                                                  |
| 19                                   | Romaine Sawyers (c) | Saint Kitts và Nevis | AM / CM      | 2 tháng 11, 1991 (26 tuổi)  | Walsall              | 2016            |                                                                  |
| 31                                   | Reece Cole          | Anh                  | CM           | 17 tháng 2, 1998 (20 tuổi)  | Học viện             | 2016            | Cho mượn đến Yeovil Town, Maidenhead United và Macclesfield Town |
| 36                                   | Jaakko Oksanen      | Phần Lan             | CM           | 7 tháng 11, 2000 (17 tuổi)  | HJK Helsinki         | 2018            |                                                                  |
| 39                                   | Jan Žambůrek        | Cộng hòa Séc         | CM           | 13 tháng 2, 2001 (17 tuổi)  | Slavia Prague        | 2018            |                                                                  |
| Tiền đạo                             |                     |                      |              |                             |                      |                 |                                                                  |
| 7                                    | Sergi Canós         | Tây Ban Nha          | W            | 2 tháng 2, 1997 (21 tuổi)   | Norwich City         | 2017            |                                                                  |
| 9                                    | Neal Maupay         | Pháp                 | FW           | 14 tháng 8, 1996 (21 tuổi)  | Saint-Étienne        | 2017            |                                                                  |
| 11                                   | Ollie Watkins       | Anh                  | FW / LW / AM | 30 tháng 12, 1995 (22 tuổi) | Exeter City          | 2017            |                                                                  |
| 21                                   | Saïd Benrahma       | Algérie              | RW           | 10 tháng 8, 1995 (22 tuổi)  | OGC Nice             | 2018            |                                                                  |
| 24                                   | Chiedozie Ogbene    | Cộng hòa Ireland     | W            | 1 tháng 5, 1997 (21 tuổi)   | Limerick             | 2018            | Cho mượn đến Exeter City                                         |
| 33                                   | Marcus Forss        | Phần Lan             | FW           | 18 tháng 6, 1999 (19 tuổi)  | West Bromwich Albion | 2018            |                                                                  |
| 38                                   | Kolbeinn Finnsson   | Iceland              | W            | 25 tháng 8, 1999 (18 tuổi)  | FC Groningen         | 2018            | Cho mượn đến Fylkir                                              |
| 40                                   | Theo Archibald      | Scotland             | W            | 5 tháng 3, 1998 (20 tuổi)   | Celtic               | 2017            |                                                                  |
| Cầu thủ rời câu lạc bộ giữa mùa giải |                     |                      |              |                             |                      |                 |                                                                  |
| 6                                    | Chris Mepham        | Wales                | CB           | 5 tháng 11, 1997 (20 tuổi)  | Học viện             | 2016            | Chuyển đến Bournemouth                                           |
| 8                                    | Nico Yennaris       | Trung Quốc           | CM / RB      | 24 tháng 5, 1993 (25 tuổi)  | Arsenal              | 2014            | Chuyển đến Beijing Sinobo Guoan                                  |
| 15                                   | Ryan Woods          | Anh                  | CM           | 13 tháng 12, 1993 (24 tuổi) | Shrewsbury Town      | 2015            | Cho mượn đến Stoke City, chuyển đến Stoke City                   |
| 18                                   | Alan Judge          | Cộng hòa Ireland     | AM / LM      | 11 tháng 11, 1988 (29 tuổi) | Blackburn Rovers     | 2014            | Chuyển đến Ipswich Town                                          |
| 37                                   | Nikolaj Kirk        | Đan Mạch             | RB / CM      | 19 tháng 3, 1998 (20 tuổi)  | FC Midtjylland       | 2018            | Trở lại FC Midtjylland sau khi mượn                              |

## Thống kê

### Số trận và bàn thắng
Số trận ra sân từ dự bị nằm trong ngoặc đơn.
| Số áo                               | Vị trí | Quốc tịch            | Tên                | League  | League    | Cúp FA  | Cúp FA    | League Cup | League Cup | Tổng    | Tổng      |
| Số áo                               | Vị trí | Quốc tịch            | Tên                | Số trận | Bàn thắng | Số trận | Bàn thắng | Số trận    | Bàn thắng  | Số trận | Bàn thắng |
| ----------------------------------- | ------ | -------------------- | ------------------ | ------- | --------- | ------- | --------- | ---------- | ---------- | ------- | --------- |
| 1                                   | GK     | Anh                  | Daniel Bentley     | 33      | 0         | 0       | 0         | 0          | 0          | 33      | 0         |
| 2                                   | DF     | Anh                  | Moses Odubajo      | 22 (8)  | 0         | 4       | 0         | 1          | 0          | 27 (8)  | 0         |
| 3                                   | DF     | Anh                  | Rico Henry         | 13 (1)  | 1         | 2       | 0         | 0          | 0          | 15 (1)  | 1         |
| 4                                   | MF     | Scotland             | Lewis Macleod      | 12 (5)  | 3         | 0       | 0         | 1          | 0          | 13 (5)  | 3         |
| 6                                   | DF     | Wales                | Chris Mepham       | 22      | 0         | 0       | 0         | 1 (1)      | 0          | 23 (1)  | 0         |
| 7                                   | MF     | Tây Ban Nha          | Sergi Canós        | 26 (18) | 7         | 4       | 2         | 1 (1)      | 0          | 31 (19) | 9         |
| 8                                   | MF     | Trung Quốc           | Nico Yennaris      | 9 (8)   | 0         | 0       | 0         | 3          | 0          | 12 (8)  | 0         |
| 9                                   | FW     | Pháp                 | Neal Maupay        | 43      | 25        | 3 (1)   | 3         | 0 (2)      | 0          | 46 (3)  | 28        |
| 10                                  | MF     | Anh                  | Josh McEachran     | 19 (5)  | 1         | 3 (1)   | 0         | 1          | 0          | 23 (6)  | 1         |
| 11                                  | MF     | Anh                  | Ollie Watkins      | 36 (5)  | 10        | 3       | 2         | 1          | 0          | 40 (5)  | 12        |
| 12                                  | MF     | Cộng hòa Nam Phi     | Kamohelo Mokotjo   | 24 (10) | 3         | 1       | 0         | 2          | 1          | 27 (10) | 4         |
| 13                                  | GK     | Iceland              | Patrik Gunnarsson  | 0 (1)   | 0         | 0       | 0         | 0          | 0          | 0 (1)   | 0         |
| 14                                  | MF     | Anh                  | Josh Dasilva       | 5 (12)  | 1         | 2 (2)   | 0         | 0          | 0          | 7 (14)  | 1         |
| 15                                  | MF     | Anh                  | Ryan Woods         | 0       | 0         | —       | —         | 1          | 0          | 1       | 0         |
| 17                                  | MF     | Đan Mạch             | Emiliano Marcondes | 3 (10)  | 0         | 0       | 0         | 0          | 0          | 3 (10)  | 0         |
| 18                                  | MF     | Cộng hòa Ireland     | Alan Judge         | 4 (16)  | 1         | 0 (1)   | 0         | 3          | 1          | 7 (17)  | 2         |
| 19                                  | MF     | Saint Kitts và Nevis | Romaine Sawyers    | 41 (1)  | 0         | 2 (1)   | 0         | 1          | 0          | 44 (2)  | 0         |
| 20                                  | DF     | Anh                  | Josh Clarke        | 0 (1)   | 0         | 0       | 0         | 2          | 0          | 2 (1)   | 0         |
| 21                                  | MF     | Algérie              | Saïd Benrahma      | 29 (9)  | 10        | 3 (1)   | 0         | 2 (1)      | 1          | 34 (11) | 11        |
| 22                                  | DF     | Đan Mạch             | Henrik Dalsgaard   | 40      | 2         | 1 (1)   | 0         | 0 (1)      | 0          | 41 (2)  | 2         |
| 23                                  | DF     | Guinée               | Julian Jeanvier    | 23 (1)  | 2         | 4       | 1         | 3          | 2          | 30 (1)  | 5         |
| 24                                  | MF     | Cộng hòa Ireland     | Chiedozie Ogbene   | 0 (4)   | 0         | 0 (2)   | 0         | 0 (1)      | 0          | 0 (7)   | 0         |
| 26                                  | DF     | Anh                  | Ezri Konsa         | 42      | 1         | 4       | 0         | 1          | 0          | 47      | 1         |
| 28                                  | GK     | Anh                  | Luke Daniels       | 12      | 0         | 4       | 0         | 3          | 0          | 19      | 0         |
| 29                                  | DF     | Pháp                 | Yoann Barbet       | 30 (2)  | 1         | 3       | 0         | 1 (1)      | 0          | 34 (3)  | 1         |
| 30                                  | DF     | Cộng hòa Ireland     | Tom Field          | 0 (1)   | 0         | —       | —         | 2          | 0          | 2 (1)   | 0         |
| 32                                  | DF     | Đan Mạch             | Luka Racic         | 1 (1)   | 0         | 0       | 0         | 0          | 0          | 1 (1)   | 0         |
| 33                                  | FW     | Phần Lan             | Marcus Forss       | 1 (5)   | 1         | 0 (1)   | 0         | 2          | 1          | 3 (6)   | 2         |
| 34                                  | DF     | Đan Mạch             | Mads Bech Sørensen | 7 (1)   | 0         | 1       | 0         | 1          | 0          | 9 (1)   | 0         |
| 36                                  | MF     | Phần Lan             | Jaakko Oksanen     | 0 (1)   | 0         | 0       | 0         | 0          | 0          | 0 (1)   | 0         |
| 39                                  | MF     | Cộng hòa Séc         | Jan Žambůrek       | 0 (1)   | 0         | 0       | 0         | 0          | 0          | 0 (1)   | 0         |
| Cầu thủ cho mượn đến trong mùa giải |        |                      |                    |         |           |         |           |            |            |         |           |
| 37                                  | DF     | Đan Mạch             | Nikolaj Kirk       | 0       | 0         | 0 (1)   | 0         | 0          | 0          | 0 (1)   | 0         |

- Tối đa 45 trận đấu ở giải vô địch trong mùa giải
- Cầu thủ được liệt kê in nghiêng rời câu lạc bộ giữa mùa giải
- Nguồn: Soccerbase

### Cầu thủ ghi bàn
| Số áo   | Vị trí  | Quốc tịch        | Cầu thủ          | Lg. | FAC | FLC | Tổng |
| ------- | ------- | ---------------- | ---------------- | --- | --- | --- | ---- |
| 9       | FW      | Pháp             | Neal Maupay      | 25  | 3   | 0   | 28   |
| 11      | MF      | Anh              | Ollie Watkins    | 10  | 2   | 0   | 12   |
| 21      | MF      | Algérie          | Saïd Benrahma    | 10  | 0   | 1   | 11   |
| 7       | MF      | Tây Ban Nha      | Sergi Canós      | 7   | 2   | 0   | 9    |
| 23      | DF      | Guinée           | Julian Jeanvier  | 2   | 1   | 2   | 5    |
| 12      | MF      | Cộng hòa Nam Phi | Kamohelo Mokotjo | 3   | 0   | 1   | 4    |
| 4       | MF      | Scotland         | Lewis Macleod    | 3   | 0   | 0   | 3    |
| 22      | DF      | Đan Mạch         | Henrik Dalsgaard | 2   | 0   | 0   | 2    |
| 33      | FW      | Phần Lan         | Marcus Forss     | 1   | 0   | 1   | 2    |
| 18      | MF      | Cộng hòa Ireland | Alan Judge       | 1   | 0   | 1   | 2    |
| 29      | DF      | Pháp             | Yoann Barbet     | 1   | 0   | 0   | 1    |
| 14      | MF      | Anh              | Josh Dasilva     | 1   | 0   | 0   | 1    |
| 3       | DF      | Anh              | Rico Henry       | 1   | 0   | 0   | 1    |
| 26      | DF      | Anh              | Ezri Konsa       | 1   | 0   | 0   | 1    |
| 10      | MF      | Anh              | Josh McEachran   | 1   | 0   | 0   | 1    |
| Đối thủ | Đối thủ | Đối thủ          | Đối thủ          | 3   | 0   | 0   | 3    |
| Awarded | Awarded | Awarded          | Awarded          | 1   | —   | —   | 1    |
| Tổng    | Tổng    | Tổng             | Tổng             | 72  | 8   | 6   | 86   |

- Cầu thủ được liệt kê in nghiêng rời câu lạc bộ giữa mùa giải
- Nguồn: Soccerbase

### Thẻ phạt
| Số áo | Vị trí | Quốc tịch            | Cầu thủ            | FLCh.    | FLCh.  | FAC      | FAC    | FLCu.    | FLCu.  | Tổng     | Tổng   | Điểm |
| Số áo | Vị trí | Quốc tịch            | Cầu thủ            | Thẻ vàng | Thẻ đỏ | Thẻ vàng | Thẻ đỏ | Thẻ vàng | Thẻ đỏ | Thẻ vàng | Thẻ đỏ | Điểm |
| ----- | ------ | -------------------- | ------------------ | -------- | ------ | -------- | ------ | -------- | ------ | -------- | ------ | ---- |
| 22    | DF     | Đan Mạch             | Henrik Dalsgaard   | 11       | 1      | 0        | 0      | 0        | 0      | 11       | 1      | 14   |
| 19    | MF     | Saint Kitts và Nevis | Romaine Sawyers    | 9        | 0      | 1        | 0      | 0        | 0      | 10       | 0      | 10   |
| 9     | FW     | Pháp                 | Neal Maupay        | 9        | 0      | 0        | 0      | 0        | 0      | 9        | 0      | 9    |
| 26    | DF     | Anh                  | Ezri Konsa         | 4        | 0      | 1        | 1      | 1        | 0      | 6        | 1      | 9    |
| 6     | DF     | Wales                | Chris Mepham       | 4        | 1      | 0        | 0      | 0        | 0      | 4        | 1      | 7    |
| 29    | DF     | Pháp                 | Yoann Barbet       | 5        | 0      | 1        | 0      | 0        | 0      | 6        | 0      | 6    |
| 11    | MF     | Anh                  | Ollie Watkins      | 5        | 0      | 0        | 0      | 0        | 0      | 5        | 0      | 5    |
| 21    | MF     | Algérie              | Saïd Benrahma      | 2        | 1      | 0        | 0      | 0        | 0      | 2        | 1      | 5    |
| 23    | DF     | Guinée               | Julian Jeanvier    | 4        | 0      | 0        | 0      | 0        | 0      | 4        | 0      | 4    |
| 2     | DF     | Anh                  | Moses Odubajo      | 3        | 0      | 1        | 0      | 0        | 0      | 4        | 0      | 4    |
| 34    | DF     | Đan Mạch             | Mads Bech Sørensen | 3        | 0      | 1        | 0      | 0        | 0      | 4        | 0      | 4    |
| 7     | MF     | Tây Ban Nha          | Sergi Canós        | 2        | 0      | 1        | 0      | 0        | 0      | 3        | 0      | 3    |
| 3     | DF     | Anh                  | Rico Henry         | 2        | 0      | 0        | 0      | 0        | 0      | 2        | 0      | 2    |
| 18    | MF     | Cộng hòa Ireland     | Alan Judge         | 2        | 0      | 0        | 0      | 0        | 0      | 2        | 0      | 2    |
| 4     | MF     | Scotland             | Lewis Macleod      | 2        | 0      | 0        | 0      | 0        | 0      | 2        | 0      | 2    |
| 10    | MF     | Anh                  | Josh McEachran     | 2        | 0      | 0        | 0      | 0        | 0      | 2        | 0      | 2    |
| 8     | MF     | Trung Quốc           | Nico Yennaris      | 2        | 0      | 0        | 0      | 0        | 0      | 2        | 0      | 2    |
| 28    | GK     | Anh                  | Luke Daniels       | 1        | 0      | 0        | 0      | 0        | 0      | 1        | 0      | 1    |
| 17    | MF     | Đan Mạch             | Emiliano Marcondes | 1        | 0      | 0        | 0      | 0        | 0      | 1        | 0      | 1    |
| Tổng  | Tổng   | Tổng                 | Tổng               | 73       | 3      | 6        | 1      | 1        | 0      | 80       | 4      | 92   |

- Cầu thủ được liệt kê in nghiêng rời câu lạc bộ giữa mùa giải.
- Nguồn: ESPN

### Thi đấu cho đội tuyển quốc gia
| Số áo | Vị trí | Quốc tịch            | Cầu thủ           | Số trận | Bàn thắng | Tham khảo |
| ----- | ------ | -------------------- | ----------------- | ------- | --------- | --------- |
| 6     | DF     | Wales                | Chris Mepham      | 2       | 0         | [ 52 ]    |
| 12    | MF     | Cộng hòa Nam Phi     | Kamohelo Mokotjo  | 10      | 0         | [ 53 ]    |
| 18    | MF     | Cộng hòa Ireland     | Alan Judge        | 1       | 0         | [ 54 ]    |
| 19    | MF     | Saint Kitts và Nevis | Romaine Sawyers   | 4       | 0         | [ 55 ]    |
| 21    | MF     | Algérie              | Saïd Benrahma     | 1       | 0         | [ 56 ]    |
| 22    | DF     | Đan Mạch             | Henrik Dalsgaard  | 6       | 1         | [ 57 ]    |
| 23    | DF     | Guinée               | Julian Jeanvier   | 3       | 0         | [ 58 ]    |
| 38    | MF     | Iceland              | Kolbeinn Finnsson | 2       | 0         | [ 59 ]    |

- Cầu thủ được liệt kê in nghiêng rời câu lạc bộ giữa mùa giải.
- Chỉ tính những lần ra sân đội tuyển quốc gia khi đang kí hợp đồng với Brentford.

## Ban huấn luyện

### Dean Smith (4 tháng 8 - 10 tháng 10 năm 2018)
| Tên              | Chức vụ                            |
| ---------------- | ---------------------------------- |
| Dean Smith       | Huấn luyện viên trưởng             |
| Thomas Frank     | Trợ lý Huấn luyện viên trưởng      |
| Richard O'Kelly  | Trợ lý Huấn luyện viên trưởng      |
| Iñaki Caña Pavón | Huấn luyện viên thủ môn            |
| Nicolas Jover    | Huấn luyện viên Tình huống cố định |
| Chris Haslam     | Trưởng Bộ phận Hiệu suất Thể lực   |
| Luke Stopforth   | Trưởng Bộ phận Phân tích           |
| Lars Friis       | Huấn luyện viên Phát triển Cá nhân |

### Thomas Frank (16 tháng 10 năm 2018 - 5 tháng 5 năm 2019)
| Tên              | Chức vụ                            |
| ---------------- | ---------------------------------- |
| Thomas Frank     | Huấn luyện viên trưởng             |
| Kevin O'Connor   | Trợ lý Huấn luyện viên trưởng      |
| Brian Riemer     | Trợ lý Huấn luyện viên trưởng      |
| Iñaki Caña Pavón | Huấn luyện viên thủ môn            |
| Nicolas Jover    | Huấn luyện viên Tình huống cố định |
| Chris Haslam     | Trưởng Bộ phận Hiệu suất Thể lực   |
| Luke Stopforth   | Trưởng bộ phận Phân tích           |

Nguồn: brentfordfc.com, brentfordfc.com

## Trang phục
Nhà cung cấp: adidas
Nhà tài trợ: LeoVegas

| Home | Away |

Nguồn: Brentford F.C.

## Giải thưởng
- Supporters' Cầu thủ xuất sắc nhất năm: Neal Maupay[60]
- Players' Cầu thủ xuất sắc nhất năm: Neal Maupay[60]
- Giải thưởng Bóng đá Luân Đôn Cầu thủ xuất sắc nhất năm: Neal Maupay[61]
- Bàn thắng đẹp nhất tháng EFL Championship: Saïd Benrahma (tháng 2 năm 2019)[62]